# メモリジン
メモリジン（英語: Memorigin 中国語: 萬希泉）は、2011年にウィリアム・サム（英語: William Shum）が設立した香港の腕時計ブランドである。機械式腕時計の三大複雑機構の1つに数えられるトゥールビヨンに特化し、ムーブメントの開発から時計の組立てを自社一貫で行っているマニュファクチュール・ブランドである。

## 沿革
ウィリアム・サムは、2011年に香港を本拠とするウォッチブランド《メモリジン》を設立した。サムは、米国の大学で金融と経済を専攻した。南カリフォルニア大学大学院で学び、後にコーネル大学より修士号を取得している。コーネル大学卒業後香港に帰国し、投資銀行に就職。2008年、より望ましいワークライフバランスを追求するために、転職を決意する。サムもその父もトゥールビヨン腕時計に関心があり、父は中国杭州市の大手腕時計ムーブメントメーカーへの投資者の一人であった。その工場は、トゥールビヨンムーブメントを2000年から製造していた。
多くの中国のメーカーと同じく、サムの父が投資していたメーカーは、高級腕時計ムーブメントを製造する技術的ノウハウは持っていたが、ウォッチブランドをどう創造し市場に参入するかについては、経験がなかった。このため、ムーブメントを既存ブランドに供給するビジネスが一般的であったが、トゥールビヨンという複雑な機械を取り扱うにあたっては、組立メーカー側がアフターサポートを提供出来ないといった課題もあった。
メモリジン創業時、サムは「トゥールビヨンを製造しているのは全世界にわずか30社のみで、アジアには数社しかない」と言われていることを聞かされたという。ニューヨーク・タイムズのインタビューでサムは、市場でのスイス製トゥールビヨンウォッチは少なく高価だったと語っている。独自なトゥールビヨンをもっと手の届く価格帯で提供できれば、売れるチャンスがあると感じたという。
メモリジンの設立に成功したサムは、香港で複数のビジネス賞を受賞した。まず2011年に、香港中国製造者協会によりメモリジンが香港の新進ブランドと認定される。翌2012年には、HSBCより若手ビジネス賞を受賞した。
メモリジンは、まもなく、大衆マーケット用に安く製造された他の香港・中国のウォッチブランドとは一線を画すようになった。メモリジンの高級ウォッチマーケット参入が成功したことが刺激となり、他のアジア系の起業家たちも同分野への進出を始めた。レブド誌によれば、メモリジンにより、香港・中国の既存ウォッチマーケットが変貌したという。長い歴史をもつアジアのメーカーが、東方的デザインを特徴とした中間価格帯の腕時計を販売するようになった。2014年以降、北京における高級商品への消費に陰りが見えてきたことが、メモリジンのような中間価格帯ウォッチブランドに好機となった。同年メモリジンは、香港のヘッドオフィスの隣にトゥールビヨンR&Dセンターを併設し、香港初のトゥールビヨン組立工場を操業開始したほか、香港の尖沙咀にも小売りショップを開店した。2017年現在、北京、深圳、マカオ、大阪に専門店を構える他、台湾、韓国、マレーシア、タイ、ベトナム、シンガポール、アメリカ、イギリス、ロシア、オーストラリア、フランス、ポーランド、ベルギー、ドバイ、メキシコなどでの展開が進んでいる。また、サムの香港時計業界への多大なる貢献により、2016年度より香港時計協会の副会長を務めている。
日本市場では、ブランド設立当初の2011年よりアイメックスワールドが総代理店を務め販売を行っている。当時、サムの家の隣に住んでいた同社代表が創業間もないメモリジンの成長性に着目し、二人三脚でブランドの立ち上げを行ってきたため、日本人の感性も反映されている面もある。日本マーケット独自の取組みとして、ロックアーティストGACKTをクリエイティブディレクターに迎え入れているVARTIXとのコラボレーション（2015年）や、株式会社ミスズとの共作である太平洋のご来光トゥールビヨン（2017年）がある。
2017年5月、東京・西荻窪のハンダウォッチワールドのグランドオープニングに伴い、84点のメモリジンのコレクションが導入された。これは本国の専門店をしのぐ世界最大の品揃えとして、メモリジン社からの認定表彰を受けている。

## 腕時計

### モデル
メモリジンのモデルは、大きく分けて、宝飾をふんだんに用いたジュエリーモデル、中国的な造形を施したアジアモデル、欧米スーパーヒーローとのコラボレートなども含まれるインターナショナルモデル、そして香港の著名人や組織とのコラボレートや、アイコンをモチーフにした香港モデルが存在する。一般の販売ラインだけでなく、大学などの教育機関、JCI（国際青年会議所）やロータリークラブや、各種非営利団体と協業したチャリティーモデルも製造している。そして、それらの全てがトゥールビヨンを搭載している。
メモリジンが販売した最初のウォッチモデルは2011年の「アンティーク」であり、小売り価格はUS$3,800であった。その後、メモリジンは高価格帯製品にも進出し、2013年の「エンペラー・ジェイド」モデルなどを発表している。「エンペラー・ジェイド」は、貴重な手彫り宝石の半透明シートを使用したもので、メモリジンの製品としては、当時最も高価な製品であった。
メモリジンは、世界的なブランドとコラボレーションして、映画をテーマとした製品もデザインしている。そのマーベルウォッチコレクションでは、アイアンマンやキャプテン・アメリカなどの著名なキャラクターをウォッチフェースにデザインしている。また、ワーナー・ブラザーズやハスブロなどのハリウッド製品のためのウォッチも製作している。スーパーヒーローにこだわるのは、中国人は、コミックとそれを原作としてハリウッドの様々なスタジオで制作された映画に関心が強いためだという。サムは、「30〜50代の香港人のほとんどは、正義を代表するスーパーヒーローと共に育ってきていますから、それらが大好きなのです」と語っている。

#### これまでのコラボレートの事例（一部抜粋）

##### スーパーヒーロー・キャラクター
- スターウォーズ
- アベンジャーズ
- トランスフォーマー
- 聖闘士星矢
- ガンダム
- ハローキティ
- スーパーマン
- バットマン
- スマーフ
- 風雲　ストームライダーズ

##### 企業・団体・イベント
- アジアンミュージックアワード
- フォーミュラマスターズ
- ハマー
- ランドローバー
- JCI（国際青年会議所）
- PWC

##### アーティスト・ミュージシャン
- ブルース・リー
- ジャーメイン・ジャクソン（ジャクソン5）
- クララ
- マルコ・フー
- マーク・ルイ（英語: Mark Lui 中国語: 雷頌德）
- ン・マンタ（漢字名：呉孟達、英語: Ng Man-tat、1952年1月2日 - 2021年2月27日）

### デザイン
メモリジンの製造するトゥールビヨン腕時計は、東洋と西洋のデザイン要素を融合している点に独自性をもつ。メモリジン創業時、サムは、「スイスの精密さと東洋の造形美をもつ」ウォッチを創りたいと抱負を語っている。
フォーブスのインタビューで、サムは、メモリジンの腕時計は著名な香港ウォッチコレクターとのコラボレーションでデザインされることもよくあると述べている。メモリジンは、大量生産業者ではなく、テーラーメイドの腕時計ブランドになることに関心があると常に表明している。

### 販売
トゥールビヨンという特殊な機構を販売するにあたり、ただ陳列するだけの販売ではなく、機械の魅力、使用方法などを十分に説明の出来る接客型店舗を中心に販売店網を構築している。トゥールビヨンとしては長期の3年間の保証期間を備え、自社の職人によるアフターサポートを提供している。